# Trollhättefallen
Trollhättefallen er et vandfald og strygstrækning i Göta älv i byen Trollhättan i Västra Götalands län i Sverige. Faldene begynder ved Malgöbroen i den centrale del af byen, og har en samlet faldhøjde på 32 meter, som udgør hovedparten af den totale højdeforskel på 44 meter mellem Vänern og Kattegat. Da floden endnu var ureguleret var vandføringen i faldene 900 m³/s, og de strakte sig ned til Olidehålan, hvor den nederste del blev kaldt Helvedesfaldet.
I dag løber floden kun i sit oprindelige løb gennem faldene ved specielle anledninger, for at regulere vandstanden i Vänern eller som en turistattraktion, for eksempel under «Faldenes dage» som arrangeres hvert år den tredje fredag i juli. Vandføringen er da omkring 300 m³/s.
Den resterende vandføring udnyttes til kraftproduktion i de to kraftværker Hojum og Olidan på østsiden af floden. Allerede omkring århundredeskiftet blev en del af vandkraften brugt i forbindelse med småindustri på den østlige flodbred.
Trollhättefaldene har gennem århundrederne fascineret besøgende og turister fra nær og fjern, og er i dag en af Vest-Sveriges førende turistattraktioner.
58°16.9′N 12°16.7′Ø / 58.2817°N 12.2783°Ø